# Ewelina Toborek
Ewelina Toborek est une ancienne joueuse de volley-ball polonaise née le 10 janvier 1986 à Kalisz. Elle mesure 1,85 m et jouait au poste de centrale. 

## Clubs
| Club            | De        | À         |
| --------------- | --------- | --------- |
| Winiary Kalisz  | 2005-2006 | 2006-2007 |
| Gwardia Wrocław | 2007-2008 | 2007-2008 |
| Calisia Kalisz  | 2008-2009 | 2008-2009 |
| Trefl Sopot     | 2009-2010 | 2009-2010 |
| TPS Rumia       | 2010-2011 | 2010-2011 |
| Sparta Varsovie | 2011-2012 | 2011-2012 |
| Budowlani Toruń | 2012-2013 | 2012-2013 |
| MUKS Świecie    | 2013-2014 | 2015-2016 |
| AZS PŚ Gliwice  | 2016-2017 | 2016-2017 |

## Palmarès
- Championnat de Pologne
  - Vainqueur : 2007.
- Coupe de Pologne
  - Vainqueur : 2007.